# Jochen Rindt
Karl Jochen Rindt (ur. 18 kwietnia 1942 w Moguncji, zm. 5 września 1970 w Mediolanie) – austriacki kierowca wyścigowy niemieckiego pochodzenia.

## Życiorys
Urodził się w Niemczech, lecz gdy w 1943 roku jego rodzice zginęli podczas bombardowania Hamburga, przeniósł się do Grazu, gdzie był wychowywany przez dziadków. Po zakończeniu II wojny światowej przyjął obywatelstwo austriackie.
W 1965 roku wraz z Mastenem Gregory zwyciężył w 24-godzinnym wyścigu w Le Mans (za kierownicą Ferrari 275 LM).
W 1970 r. został pierwszym i (do tej pory) jedynym pośmiertnym mistrzem świata Formuły 1. Rindt doznał poważnych obrażeń w wypadku podczas treningu przed Grand Prix Włoch na torze Monza. Zmarł w szpitalu, nie odzyskawszy przytomności.
Startował w Formule 1 w sezonach 1964–1970. Odniósł sześć zwycięstw (wszystkie dla brytyjskiego zespołu Lotus).
Był żonaty z fińską fotomodelką Niną Rindt. Mieli córkę, Nataschę. W 2000 roku obie kobiety były obecne podczas ceremonii odsłonięcia pamiątkowej płyty w Grazu, gdzie Rindt jest pochowany.